# Joe Sugg
Joseph Graham (Joe) Sugg (Wiltshire, 8 september 1991) is een Brits vlogger en internetpersoonlijkheid, op internet voornamelijk bekend onder de naam ThatcherJoe. Hij is eigenaar van de YouTube-kanalen ThatcherJoe, ThatcherJoeVlogs and ThatcherJoeGames.

## Carrière

### YouTube
Sugg maakte op YouTube in november 2011 zijn eerste kanaal, genaamd ThatcherJoe. Sinds juli 2017 telt dat kanaal  ongeveer 8 miljoen abonnees en zijn zijn video's in totaal meer dan 740 miljoen keer bekeken. De filmpjes op dat kanaal zijn meestal uitdagingen, grappen en impressies, al dan niet samen met andere youtubers.
Begin 2013 startte hij zijn tweede kanaal (ThatcherJoeVlogs) op, waar hij zijn dagelijkse bezigheden filmt en vlogt. Zijn derde kanaal (ThatcherJoeGames) begon in juni 2014. Daar speelt en becommentarieert hij diverse computerspellen zoals Outlast, De Sims 3, The Last of Us en The Walking Dead.

### Muziek
Samen met collega-youtubers Marcus Butler, Jim Chapman, Alfie Deyes en Caspar Lee maakte hij in 2014 deel uit van de YouTube Boyband. Met een muziekvideo zamelden ze geld in voor Comic Relief. Sugg deed, samen met zijn zus Zoe Sugg en Alfie Deyes, datzelfde jaar ook mee aan Band Aid en zong Do They Know It's Christmas?, waarmee geld werd opgehaald voor de Ebola-epidemie in Afrika.

### Film
Sugg sprak de stem in van een meeuw voor de Britse versie van de film The SpongeBob Movie: Sponge Out of Water (2015). Samen met Caspar Lee speelt hij in de film Joe and Caspar Hit the Road (2015) en Joe and Caspar Hit the Road USA (2016).

### Graphic novel
Sugg is de auteur van de in september 2015 verschenen graphic novel Username: Evie. In september 2016 verscheen Suggs tweede graphic novel Username: Regenerated. Beide boeken zijn uitgebracht door Hodder & Stoughton. Op 21 september 2017, kwam het derde en laatste boek, Username: Uprising, uit.

### Strictly Come Dancing
Joe Sugg heeft meegedaan aan het zestiende seizoen van de Britse televisieserie Strictly Come Dancing met zijn danspartner Dianne Buswell. Sugg en Buswell wisten de finale van het programma te bereiken maar uiteindelijk gingen Stacey Dooley en haar danspartner er met de titel van door.

## Privé
Joe Sugg is de jongere broer van Zoe Sugg, die op YouTube bekend is als Zoella. Voordat hij zijn kanaal opstartte, was hij rietdekker, wat de herkomst van zijn gebruikersnaam (ThatcherJoe) verklaart.
Vanaf december 2018 is Sugg in een relatie met zijn voormalig Strictly Come Dancing-danspartner Dianne Buswell.